# Ritratto equestre del principe Tommaso Francesco di Savoia Carignano
Tommaso Francesco di Savoia, principe di Carignano, commissionò due ritratti a van Dyck nel 1634: uno a mezzo busto, che fu poi regalato ai sovrani d'Inghilterra, e questo ritratto equestre. In questo periodo, il principe si trovava all'apice della sua carriera come condottiero militare: era al servizio del re di Spagna Filippo II, che lo aveva nominato reggente dei Paesi Bassi del Sud. Per questo ritratto, van Dyck si rifà alla grande tradizione di ritratti equestri, dove il cavallo si sta impennando, a simboleggiare la capacità del principe a reggere le redini del comando anche in momenti difficili.
Tommaso Francesco è rappresentato con il bastone di generale e con le insegne e il nastro rosso dell'Ordine dell'Annunziata, conferitegli dal padre, Carlo Emanuele I di Savoia nel 1616. 